# 凱瑟琳絲隆頭魚
凱瑟琳絲隆頭魚，又稱凱瑟琳絲鰭鸚鯛，為輻鰭魚綱鱸形目隆頭魚亞目隆頭魚科的其中一種，分布於西太平洋區，包括伊豆群島、關島、馬里亞納群島等海域，棲息深度10-40公尺，體長可達7.1公分，棲息在潟湖、珊瑚礁，生活習性不明。

## 擴展閱讀
維基物種上的相關：凱瑟琳絲隆頭魚